# Кухцинский, Марек
Марек Тадеуш Кухцинский (пол. Marek Tadeusz Kuchciński; род. 9 августа 1955, Пшемысль, ПНР) — польский политик и журналист, депутат Сейма IV-X созывов. Маршал Сейма с 12 ноября 2015 года по 9 августа 2019 года.

## Биография
Изучал историю искусства в Люблинском Католическом университете имени Иоанна Павла II, но не окончил его.
В 1999 году стал соучредителем «Европы Карпат» — инициативы Сейма, проведенной в Подкарпатском воеводстве и направленной на стимулирование действий по устойчивому развитию более широкого Карпатского региона для этих семи стран-Польши, Чехии, Румынии, Сербии, Словакии, Украины и Венгрии. Изначально проект был ориентирован на польско-Словацко-украинское сотрудничество, но со временем вырос, в результате чего в последние годы формат стал одной из важнейших площадок для обмена идеями между Карпатскими странами. Политики из Центральной и Восточной Европы Восточная Европа, включая лидеров мысли, Карпатских активистов, экспертов и представителей неправительственных организаций, собирается на циклической основе.
На парламентских выборах 2005 года был вновь избран в Сейм, а затем избран главой парламентской фракции закона и правосудия, сменив на этом посту Пшемыслава Гозевского. С 2005 по 2007 год он возглавлял Комитет по административным и внутренним делам. В начале 2007 года на парламентских выборах Кухцинский был переизбран в Сейм, получив 35 060 голосов в 22-м округе Кросно. 12 января 2008 года Ярослав Качиньский назначил Кухцинского заместителем председателя Комитета по вопросам права и юстиции до тех пор, пока он не прекратил исполнять вышеупомянутую обязанность 24 июля 2010 года.
На парламентских выборах 2011 года был переизбран депутатом Сейма и стартовал с первого места в Кросно-Пшемыслском списке закона и правосудия, набрав 23 128 голосов. 8 ноября 2011 года он был переизбран заместителем маршала Сейма по вопросам права и юстиции под руководством Евы Копач. На парламентских выборах 2015 года успешно подал заявку на переизбрание после того, как его партия одержала историческую победу, так как он получил 34 558 голосов.
12 ноября 2015 года был избран маршалом Сейма..

## Награды и признание
- Крест Свободы и солидарности (2016 год)[2]
- Орден «За заслуги» ІІІ степени (21 августа 2007 года, Украина) — за весомый личный вклад в укрепление авторитета Украины в мире, популяризацию её исторических и современных достижений и по случаю 16-й годовщины независимости Украины[3]
- Большой крест ордена «За заслуги перед Литвой» (20 февраля 2019 года, Литва)[4].
- Большой крест ордена Заслуг (2018 год, Венгрия)[5]